# Wijken en buurten in Barendrecht
De Nederlandse gemeente Barendrecht is voor statistische doeleinden onderverdeeld in wijken en buurten. De gemeente is verdeeld in de volgende statistische wijken:
- Wijk 01 Centrum (CBS-wijkcode:048901)
- Wijk 02 Noord (CBS-wijkcode:048902)
- Wijk 03 Binnenland (CBS-wijkcode:048903)
- Wijk 04 Oranjewijk (CBS-wijkcode:048904)
- Wijk 05 Buitenoord (CBS-wijkcode:048905)
- Wijk 06 Ter Leede (CBS-wijkcode:048906)
- Wijk 07 Paddewei (CBS-wijkcode:048907)
- Wijk 08 Molenvliet (CBS-wijkcode:048908)
- Wijk 09 Nieuweland (CBS-wijkcode:048909)
- Wijk 10 Dorpzicht (CBS-wijkcode:048910)
- Wijk 11 Bijdorp (CBS-wijkcode:048911)
- Wijk 12 Smitshoek (CBS-wijkcode:048912)
- Wijk 13 Voordijk (CBS-wijkcode:048913)
- Wijk 14 Meerwede (CBS-wijkcode:048914)
- Wijk 15 Waterkant (CBS-wijkcode:048915)
- Wijk 16 Havenkwartier (CBS-wijkcode:048916)
- Wijk 17 Gaatkensoog (CBS-wijkcode:048917)
- Wijk 18 Riederhoek (CBS-wijkcode:048918)
- Wijk 19 Vrijhoekakker (CBS-wijkcode:048919)
- Wijk 20 Vrijenburg (CBS-wijkcode:048920)
- Wijk 30 Buitengebied Noord (CBS-wijkcode:048930)
- Wijk 31 Buitengebied Zuid (CBS-wijkcode:048931)
- Wijk 50 Bedrijventerreinen (CBS-wijkcode:048950)

Een statistische wijk kan bestaan uit meerdere buurten. Onderstaande tabel geeft de buurtindeling met kentallen volgens het Centraal Bureau voor de Statistiek (2008):
| CBS-buurtcode | Buurtnaam            | Inwonertal | Opp. totaal (ha) | Opp. land (ha) | Ligging                |
| ------------- | -------------------- | ---------- | ---------------- | -------------- | ---------------------- |
| BU04890101    | Centrum              | 430        | 13               | 13             | Locatie in de gemeente |
| BU04890102    | Centrum Oost         | 440        | 18               | 18             | Locatie in de gemeente |
| BU04890103    | Centrum West         | 660        | 14               | 14             | Locatie in de gemeente |
| BU04890204    | Noord 1              | 540        | 52               | 52             | Locatie in de gemeente |
| BU04890205    | Noord 2              | 590        | 7                | 7              | Locatie in de gemeente |
| BU04890206    | Noord 3              | 830        | 15               | 15             | Locatie in de gemeente |
| BU04890207    | Noord 4              | 590        | 11               | 11             | Locatie in de gemeente |
| BU04890308    | Binnenland           | 1000       | 15               | 15             | Locatie in de gemeente |
| BU04890409    | Oranjewijk 1         | 1430       | 36               | 36             | Locatie in de gemeente |
| BU04890410    | Oranjewijk 2         | 640        | 18               | 18             | Locatie in de gemeente |
| BU04890511    | Buitenoord 1         | 1080       | 24               | 23             | Locatie in de gemeente |
| BU04890512    | Buitenoord 2         | 1620       | 28               | 28             | Locatie in de gemeente |
| BU04890513    | Buitenoord 3         | 1090       | 14               | 14             | Locatie in de gemeente |
| BU04890614    | Ter Leede            | 1100       | 28               | 28             | Locatie in de gemeente |
| BU04890715    | Paddewei             | 2100       | 32               | 32             | Locatie in de gemeente |
| BU04890816    | Molenvliet 1         | 1780       | 21               | 21             | Locatie in de gemeente |
| BU04890817    | Molenvliet 2         | 1220       | 18               | 18             | Locatie in de gemeente |
| BU04890918    | Nieuweland 1         | 1300       | 19               | 19             | Locatie in de gemeente |
| BU04890919    | Nieuweland 2         | 1300       | 26               | 25             | Locatie in de gemeente |
| BU04890920    | Nieuweland 3         | 900        | 19               | 19             | Locatie in de gemeente |
| BU04890921    | Nieuweland 4         | 540        | 8                | 8              | Locatie in de gemeente |
| BU04890922    | Nieuweland 5         | 1440       | 22               | 22             | Locatie in de gemeente |
| BU04891023    | Dorpzicht            | 570        | 23               | 22             | Locatie in de gemeente |
| BU04891124    | Bijdorp              | 1560       | 27               | 27             | Locatie in de gemeente |
| BU04891225    | Smitshoek            | 640        | 17               | 17             | Locatie in de gemeente |
| BU04891226    | Smitshoek 1          | 440        | 7                | 7              | Locatie in de gemeente |
| BU04891227    | Smitshoek 2          | 560        | 12               | 12             | Locatie in de gemeente |
| BU04891328    | Voordijk             | 550        | 42               | 42             | Locatie in de gemeente |
| BU04891429    | Meerwede Noordoost   | 1080       | 12               | 12             | Locatie in de gemeente |
| BU04891430    | Meerwede Noordwest   | 1430       | 16               | 16             | Locatie in de gemeente |
| BU04891431    | Meerwede Zuidoost    | 2410       | 27               | 26             | Locatie in de gemeente |
| BU04891432    | Meerwede Zuidwest    | 1460       | 20               | 18             | Locatie in de gemeente |
| BU04891533    | Waterkant            | 1940       | 23               | 22             | Locatie in de gemeente |
| BU04891634    | Havenkwartier        | 1700       | 22               | 22             | Locatie in de gemeente |
| BU04891735    | Gaatkensoog          | 770        | 21               | 14             | Locatie in de gemeente |
| BU04891836    | Riederhoek           | 1490       | 26               | 26             | Locatie in de gemeente |
| BU04891937    | Vrijheidsakker       | 1000       | 29               | 29             | Locatie in de gemeente |
| BU04892039    | Vrijenburg           | 3740       | 107              | 106            | Locatie in de gemeente |
| BU04893050    | Sportpark Smitshoek  | 0          | 22               | 21             | Locatie in de gemeente |
| BU04893051    | Sint Clarabos        | 10         | 44               | 40             | Locatie in de gemeente |
| BU04893052    | Vrijenburgbos        | 0          | 49               | 47             | Locatie in de gemeente |
| BU04893053    | Kooiwalbos           | 10         | 74               | 71             | Locatie in de gemeente |
| BU04893054    | Dordtsestraatweg     | 150        | 43               | 43             | Locatie in de gemeente |
| BU04893160    | Koedood              | 40         | 186              | 121            | Locatie in de gemeente |
| BU04893161    | Achterzeedijk West   | 80         | 208              | 170            | Locatie in de gemeente |
| BU04893162    | Achterzeedijk Oost   | 120        | 180              | 158            | Locatie in de gemeente |
| BU04893163    | Noldijk              | 380        | 111              | 105            | Locatie in de gemeente |
| BU04893164    | Kilweg               | 150        | 58               | 58             | Locatie in de gemeente |
| BU04895070    | BT Reijerswaard      | 0          | 25               | 25             | Locatie in de gemeente |
| BU04895071    | BT Cornelisland      | 10         | 14               | 14             | Locatie in de gemeente |
| BU04895072    | BT Dierenstein       | 10         | 47               | 46             | Locatie in de gemeente |
| BU04895073    | BT Veiling           | 10         | 21               | 20             | Locatie in de gemeente |
| BU04895074    | BT Handelscentrum    | 10         | 24               | 24             | Locatie in de gemeente |
| BU04895075    | BT Gebroken Meeldijk | 0          | 14               | 14             | Locatie in de gemeente |
| BU04895076    | BT Ziedewij          | 10         | 20               | 20             | Locatie in de gemeente |
| BU04895077    | BT Bijdorp           | 0          | 32               | 31             | Locatie in de gemeente |
| BU04895078    | BT Kilweg Noord      | 0          | 13               | 13             | Locatie in de gemeente |
| BU04895080    | BT Achterzeedijk     | 0          | 5                | 5              | Locatie in de gemeente |
| BU04895081    | BT Vaanpark 1        | 0          | 22               | 22             | Locatie in de gemeente |
| BU04895082    | BT Vaanpark 2        | 0          | 34               | 32             | Locatie in de gemeente |
| BU04895083    | BT Vaanpark 3        | 0          | 15               | 15             | Locatie in de gemeente |
| BU04895084    | BT Vaanpark 4        | 0          | 18               | 18             | Locatie in de gemeente |